# Love Me Tender
〈Love Me Tender〉는 엘비스 프레슬리가 녹음하고 같은 이름의 20세기 폭스 영화의 엘비스 프레슬리 뮤직이 발표한 1956년 노래이다. 이 단어들은 켄 다비가 아내의 이름인 "베라 맷슨"과 엘비스 프레슬리라는 필명으로 쓴 것이다. 엘비스 프레슬리의 RCA 빅터 레코딩은 1956년 《빌보드》와 《캐시박스》 차트에서 모두 1위를 차지했다. 이 노래는 감성적인 미국 남북 전쟁 발라드인 〈Aura Lee〉의 멜로디를 각색한 것이다.

## 배경
1956년 노래 〈Love Me Tender〉는 1861년에 발표된 남북전쟁 노래 〈Aura Lee〉의 새로운 음악적 개작에 새로운 단어를 집어넣었다. 〈Aura Lee〉는 조지 R. 폴튼의 음악과 W. W. 포스딕의 단어가 있었다. 그것은 나중에 대학 글리 클럽과 이발소 4중주단에서 인기를 끌게 되었다. 이 노래는 또한 뉴욕 웨스트 포인트에 있는 미국 육군사관학교에서 불렸다.
이 가사의 주요 작가는 켄 다비였는데, 그는 또한 폴튼의 남북전쟁 선율을 각색했는데, 그는 공공 영역이었다. 이 노래는 엘비스 프레슬리 뮤직에 의해 출판되었고, 프레슬리와 다비의 아내 베라 맷슨의 공로를 인정받았다. 프레슬리는 힐 & 레인지 출판 계약으로 공동 작사 공로를 인정받았는데, 프레슬리는 그가 녹음한 많은 곡들 중 극히 일부에 대해서만 작사 입력을 요구했다.
그의 초기 RCA 음반과 마찬가지로, 프레슬리는 프로듀서로 인정받지 못했음에도 불구하고 스튜디오에서 주도권을 잡았다. 그는 원곡을 거의 알아볼 수 없을 정도로 정기적으로 편곡과 가사를 바꾸곤 했다.

## 녹음
이 싱글은 빌보드 핫 100 차트에서 2위로 데뷔했는데, 이 싱글이 2위 자리에 처음 모습을 드러낸 것은 이번이 처음이다.
이 곡은 1956년 11월 3일 종영된 주에 《빌보드》 차트에서 1위를 차지했고, 5주 동안 그 자리를 지켰고 영국 차트에서 11위에 올랐다. 〈Love Me Tender〉도 R&B 차트에서 3주 동안 3위에 올랐다.
이 버전은 《롤링 스톤》이 선정한 역사상 가장 위대한 노래 500곡 목록에서 437위에 올랐다.